# 蕭貫譽
蕭貫譽（1956年—），台灣團結聯盟（台聯）成員，曾為台北縣議會第16屆第一選區（板橋市）議員。
蕭貫譽原為民主進步黨黨員，曾當選台北縣議會第13、15屆議員，擔任過台北縣政府縣政顧問、台聯社會發展部主任、台聯組織部主任、台藝衛星電視台個人政論節目主持人。曾經代表台聯參加立法委員選舉，卻未勝選。
2011年3月25日，民進黨公布新北市第六選舉區區域立委黨內初選結果，周雅淑代表民進黨參選新北市第六選舉區區域立委，但蕭貫譽也有意在該區參選區域立委，最後仍由周雅淑代表泛綠參選區域立委。